# 橋本基弘
橋本　基弘（はしもと　もとひろ、1959年 - ）は、日本の憲法学者。中央大学教授。中央大学常任理事。博士(法学)(中央大学)。指導学生には阿部純子中央大学法学部准教授(英米法)らがいる。

## 略歴
徳島県出身。徳島県立池田高等学校卒業。1982年3月、中央大学法学部法律学科卒業、同大学大学院法学研究科公法専攻博士後期課程単位取得満期退学。2002年３月中央大学博士(法学)取得。司法試験受験団体瑞法会研究室在籍。
学生時代は橋本公亘に師事し、家永三郎の授業を履修していた。
高知県立高知女子大学(現高知県立大学)文化学部文化学教授を経て、2004年4月、中央大学法学部教授に就任し、2009年11月から2013年11月まで同学部学部長のほか、2014年11月〜2017年10月は同大学副学長、2017年11月〜2020年6月は同大学常任理事を務めた。2021年5月より再び同大学副学長に就任。
また、2004年〜日野市情報公開・個人情報保護審査会委員(会長)、2014年〜八王子市個人情報保護審議会委員(会長)などを歴任。

## 著書
- 『憲法の基礎』（北樹出版、2000年）
- 『新・判例ハンドブック憲法』（共著、日本評論社、2003年）
- 『近代憲法における団体と個人』（不磨書房、2004年）
- 『プチゼミ憲法1 「人権」』（法学書院、2005年）
- 『よくわかる地方自治法』（編著、ミネルヴァ書房、2009年）
- 『憲法[第5版]』（共著、不磨書房、2014年）
- 『表現の自由理論と解釈』（中央大学出版部、2014年）
- 『日本国憲法を学ぶ』(中央経済社、2015年)
- 『Jurist憲法判例百選Ⅰ[第六版]第59事件「営利的な広告の自由の制限」(有斐閣、2013年11月)
- 『Jurist憲法判例百選Ⅰ[第七版]第48事件「犯罪の煽動と表現の自由」(有斐閣、2019年11月)